# 그도프

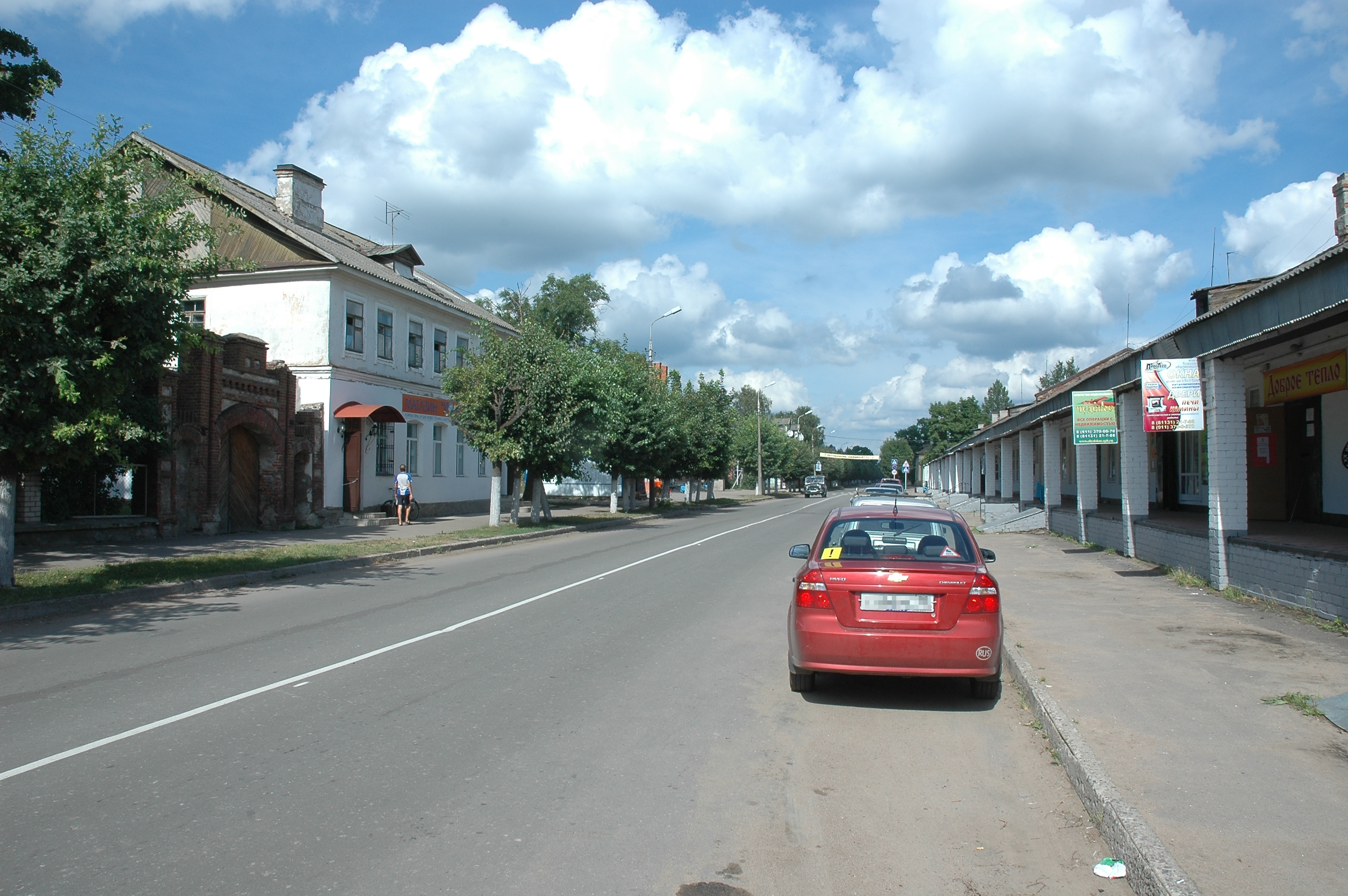

그도프(러시아어: Гдов)는 러시아 프스코프주 북서부에 위치한 도시로, 인구는 5,171명(2002년 기준)이다. 프스코프(프스코프 주의 주도)에서 북서쪽으로 125km 정도 떨어진 곳에 위치하며 페이푸스호와 접한다.
14세기 초반에 건설되었지만 스웨덴과 폴란드의 침공이 여러 차례 있었다. 1617년 러시아에 편입되었고 1780년 시로 승격되었다.